# افی ام موریسی
افی ام موریسی (به انگلیسی: Effie M. Morrissey) یک کشتی است که طول آن ۱۵۲ فوت (۴۶٫۳ متر) می‌باشد. این کشتی در سال ۱۸۹۴ ساخته شد.